# 공립 이와세 병원

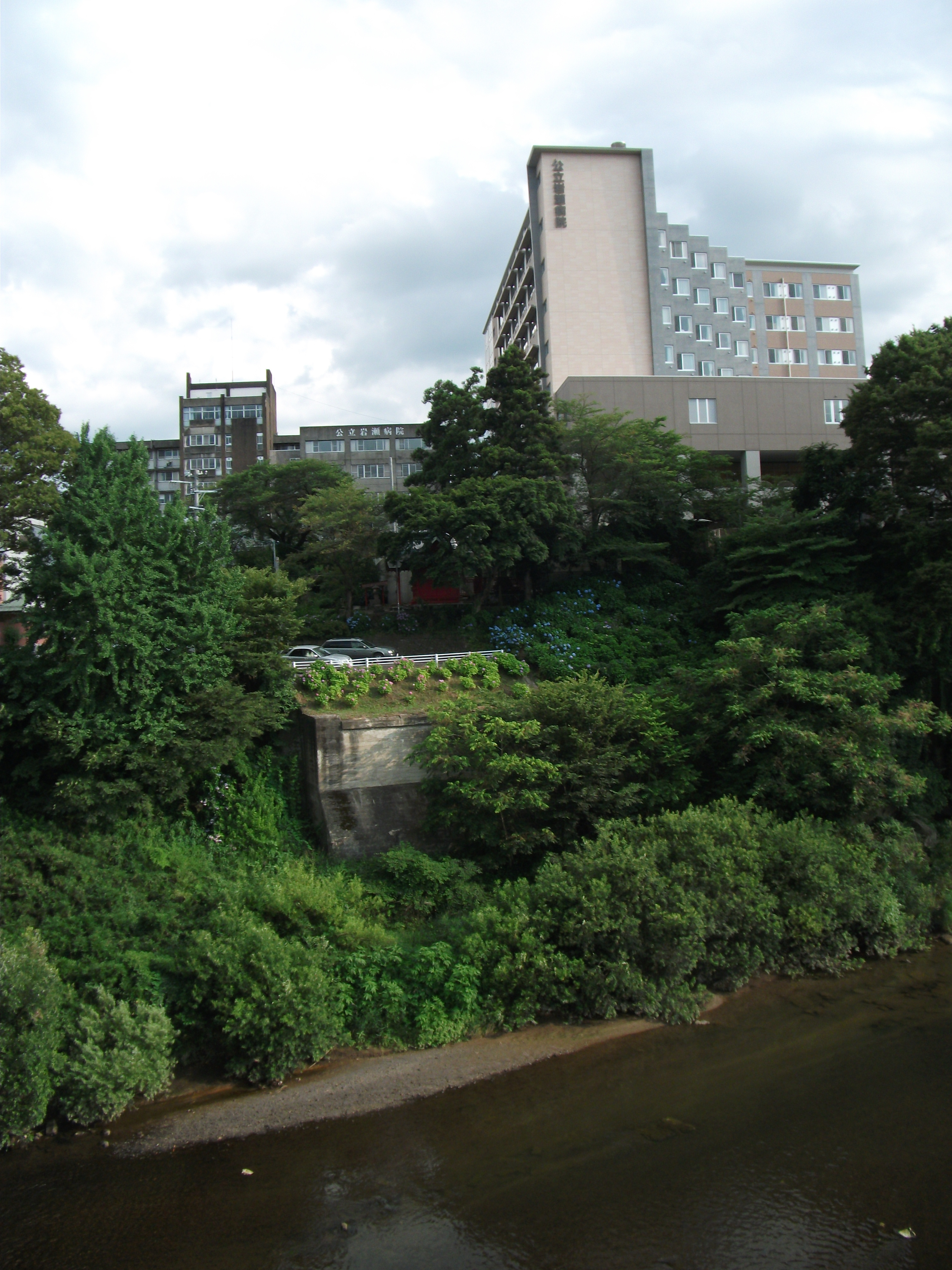
공립 이와세 병원

공립 이와세 병원(일본어: 公立岩瀬病院)는 일본 후쿠시마현 스카가와시에 위치한 병원이다. 후생노동성 임상연수 지정 병원 및 일본의료기능평가기구 인정 병원으로 21개의 진료과를 보유하고 있다. 스카가와 시 뿐만이 아니라 주변 이와세군, 이시카와 군의 핵심 의료 기관이다.
1872년(메이지 5년)에 설립되어 1873년(메이지 6년)에 병원 내에 스카가와 의학교가 설치되었다. 의학교 출신의 유명인으로 고토 신페이 등이 있다.